# Леля Ог
Гита Ог, по-известна като Леля Ог (на английски: Nanny Ogg), е вещицата майка в Ланкърския сбор на вещици. В книгите от поредицата, наличието на сборище от вещици изисква присъствието на три вещици: „девицата, майката и дъртофелницата“. В Ланкърския сбор на вещици това са Маграт Чеснова, Леля Ог и Баба Вихронрав.
Леля Ог се е омъжвала три пъти и има седемнайсет деца, но това не е нещото, което я прави вещицата Майка. По-важен е нейният характер. Хората отиват да искат помощ от Баба Вихронрав само когато нямат друг избор, докато от Леля Ог искат съвет по всяко време. Хората уважават Баба Вихронрав, докато Леля Ог те наистина харесват.
Леля Ог е нисичка, пълна, с лице, покрито с бръчки като печена ябълка. Обожава хапването, и още повече пийването. Винаги е готова да пийне за твое здраве по една чашка. И по още една. И по още една. И другата бутилка също, благодаря ви... Изпие ли достатъчно в подходяща компания, най-често следват танци на масата, и художествено изпълнение на песента „Таралежът никогаш не мож го избъзика“ (пълният текст е цензуриран тук). Подобно на създателя си, тя обожава банананананово дайкири. (Леля Ог знае как започва „банан“, но не е сигурна колко продължава.)
В някои отношения тя е по-умна от Баба Вихронрав, особено в отношението към хората, въпреки че обикновено не го показва (Повечето хора не се доверяват на хора, които са по-умни от тях). Докато Баба смята, че в състезанието най-важно е накрая да победиш, Гита Ог е на мнението, че най-важното е да си се състезавал добре. Тя изглежда много по-добродушна от Баба Вихронрав, но е способна да взима твърди решения, ако това е необходимо.
Сред задълженията на вещицата са и акушерството и лъженето на смъртта. Обикновено хората викат за първото Леля Ог, а за второто – Баба. По този начин двете образуват много добър екип.